# Edyta Stein

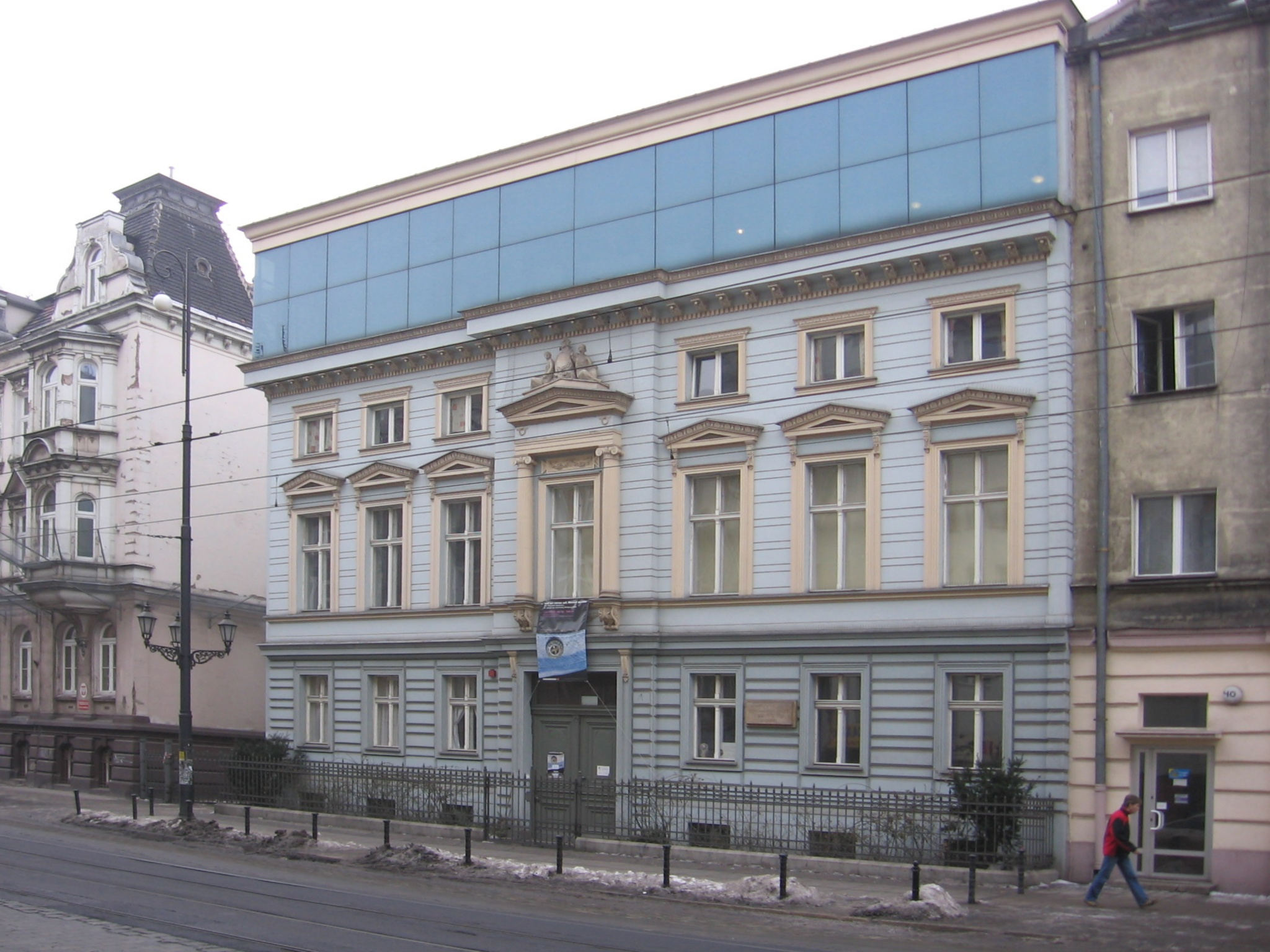
Dom rodzinny Edith Stein przy ul. Nowowiejskiej 38 we Wrocławiu

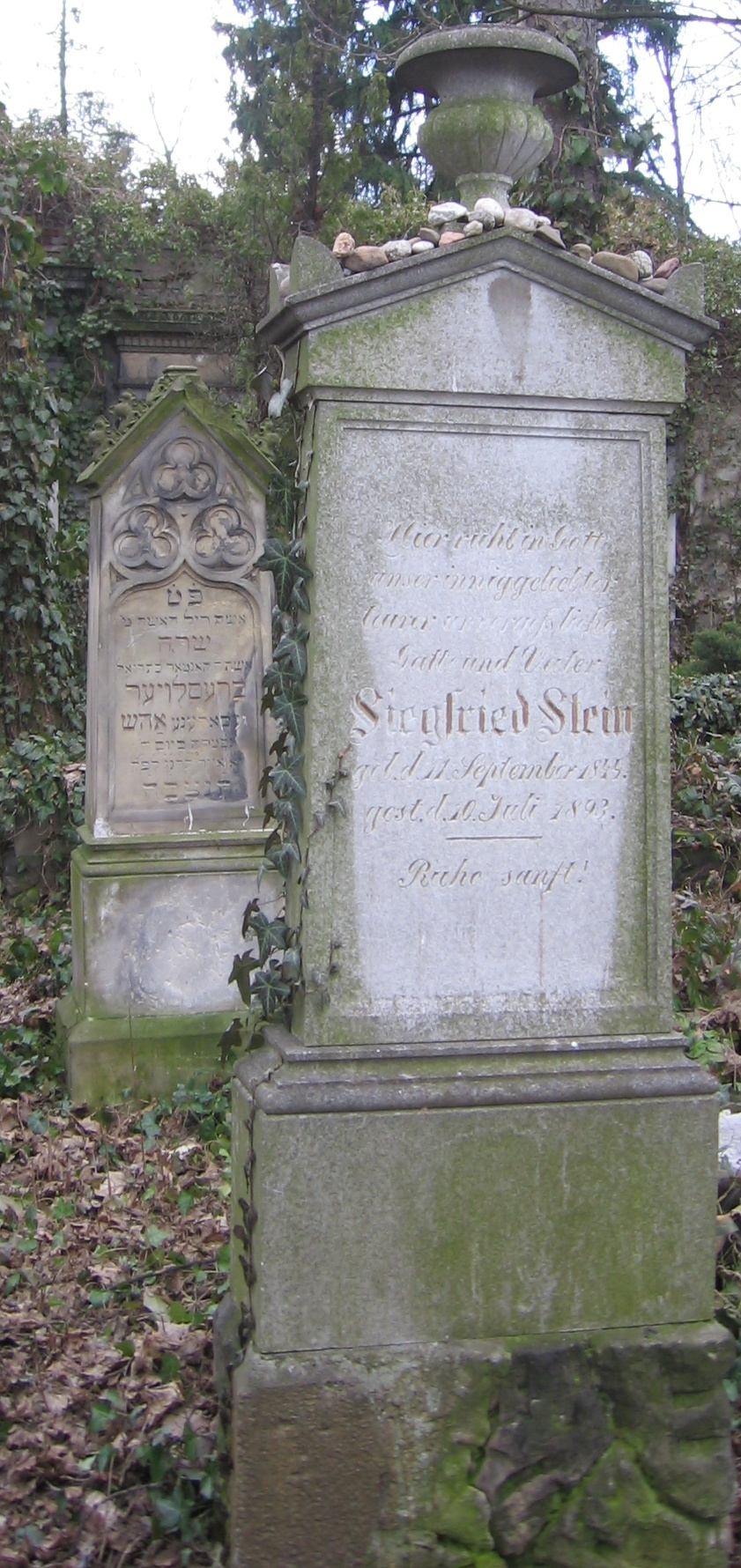
Grób ojca Edith Stein na wrocławskim kirkucie

Edyta Stein, właśc. niem. Edith Stein (imię zakonne Teresa Benedykta od Krzyża; ur. 12 października 1891 we Wrocławiu, zm. 9 sierpnia 1942 w Brzezince, w niemieckim obozie Auschwitz-Birkenau) – niemiecka filozof i fenomenolog pochodzenia żydowskiego, konwertytka, zakonnica, karmelitanka bosa, święta i męczennica Kościoła katolickiego oraz patronka Europy. Pretendentka do nadania jej tytułu Doktora Kościoła.

## Życiorys

### Lata dzieciństwa i młodości
Edith Stein urodziła się w święto Jom Kipur w wielodzietnej, zamożnej rodzinie żydowskiej na Przedmieściu Odrzańskim we Wrocławiu, w nieistniejącym już domu przy Kohlenstrasse 13. Była najmłodszym z jedenaściorga dzieci handlarza drewnem Siegfrieda Steina (z Gliwic) i Augusty Stein z domu Courant (z Lublińca). Ojciec zmarł, kiedy miała dwa lata, od tego czasu matka zajmowała się zarówno dziećmi, jak i firmą swego zmarłego męża. Od 12 października 1897 uczęszczała do Gimnazjum Żeńskiego im. Cesarzowej Wiktorii mieszczącego się w dawnym pałacu książąt opolskich przy Ritterplatz 1 (obecnie pl. Nankiera 1). Pomimo żywej wiary judaistycznej całej rodziny, a zwłaszcza matki, w 14 roku życia zadeklarowała, iż jest ateistką. W latach 1908–1911 uczęszczała do liceum przy szkole im. Wiktorii (dziś I LO) we Wrocławiu, gdzie 3 marca 1911 przystąpiła do egzaminu maturalnego, a następnie studiowała na Śląskim Uniwersytecie Fryderyka Wilhelma we Wrocławiu (niem. Schlesische Friedrich-Wilhelms-Universität zu Breslau) germanistykę, historię i psychologię pod kierunkiem Williama Sterna – twórcy skali IQ. Od 1913 studiowała na Uniwersytecie Georga-Augusta w Getyndze (niem. Georg-August-Universität zu Göttingen) pod kierunkiem Edmunda Husserla, a następnie na Uniwersytecie Albrechta i Ludwika we Fryburgu (niem. Albert-Ludwigs-Universität Freiburg).
Podczas I wojny światowej była sanitariuszką Czerwonego Krzyża, przechodząc wcześniej szkolenie w Szpitalu Wszystkich Świętych we Wrocławiu (niem. Allerheiligen Hospital), (obecnie Wojewódzki Szpital im. Józefa Babińskiego), a następnie została skierowana do pracy w lazarecie w Hranicach na Morawach. W 1916 powróciła do Wrocławia, podejmując pracę nauczycielki w swoim dawnym gimnazjum przy Bluecherstrasse (obecnie ul. Poniatowskiego 9 – siedziba I LO), ucząc tam łaciny, języka niemieckiego, historii i geografii.

### Przejście na katolicyzm
Napisała i obroniła u Husserla rozprawę doktorską O zagadnieniu wczucia (niem. Zum Problem der Einfühlung). Spotkała wtedy Maxa Schelera, stykając się jednocześnie z nietypowym dla niej spojrzeniem na katolicyzm. Dzięki także Schelerowi ponownie pojawiło się przed nią zjawisko wiary. Poznała wtedy także swojego późniejszego przyjaciela Romana Ingardena, świadka jej duchowych przemian.
Po śmierci swojego dobrego znajomego Adolfa Reinacha – w trakcie I wojny światowej – miała wpaść w apatię i rozdarcie duchowe. Wstąpiła do Niemieckiej Partii Demokratycznej. Podbudowana postawą wdowy po Reinachu, ewangeliczki, zaczęła przeżywać nawrócenie, którego kulminacja nastąpiła w domu Hedwig Conrad-Martius. Edith wspomina w swej autobiografii:

Sięgnęłam na chybił trafił i wyjęłam książkę sporej objętości. Nosiła tytuł: Życie św. Teresy z Avili spisane przez nią samą. Zaczęłam czytać, zachwyciłam się natychmiast i nie przerwałam lektury aż do jej ukończenia. Gdy zamknęłam książkę, powiedziałam sobie: To jest prawda.

1 stycznia 1922 przyjęła sakrament chrztu (przyjmując imiona: Edith Teresia Hedwig) oraz pierwszą komunię świętą w kościele św. Marcina w Bad Bergzabern. 2 lutego tegoż roku przyjęła sakrament bierzmowania w kaplicy domowej biskupa Spiry (niem. Speyer).
Jej wiara została pogłębiona podczas studiowania m.in. prac świętego Tomasza z Akwinu, którego zaczęła tłumaczyć. Rozpoczęła także serie wykładów i pogadanki w radiu. W latach 1923–1931 prowadziła wykłady w liceum żeńskim i w Instytucie Kształcenia Nauczycieli Sióstr Dominikanek u św. Magdaleny w Spirze. Po dojściu Adolfa Hitlera do władzy została zwolniona z pracy. W okresie 1932–1933 była docentem w Niemieckim Instytucie Pedagogiki Naukowej w Münsterze.

### W zakonie karmelitanek oraz deportacja do KL Birkenau
13 października 1933 pożegnała się z rodziną (jej matka nie pogodziła się z jej decyzjami oraz innych dzieci). Następnego dnia wstąpiła do Karmelu w Kolonii i 15 kwietnia 1934 przyjęła imię zakonne: Teresa Benedykta od Krzyża. Na duchowych opiekunów wybrała św. Teresę z Ávili i św. Jana od Krzyża. 21 kwietnia 1938 po trzech latach profesji złożyła śluby wieczyste, a 1 maja przyjęła czarny welon karmelitański z rąk biskupa sufragana dr. Strockumsa. Do zakonu karmelitanek wstąpiła również jej siostra Rosa.
W obliczu narastających prześladowań Żydów, 31 grudnia 1938 została przeniesiona do karmelu w Echt w Holandii. Po zajęciu Holandii przez Niemców została zatrzymana podczas masowych aresztowań katolików pochodzenia żydowskiego 2 sierpnia 1942, w odwecie za ogłoszenie listu pasterskiego episkopatu holenderskiego w obronie Żydów. W czasie aresztowania miała powiedzieć swojej siostrze, Rosie:

Chodź, idziemy cierpieć za swój lud.

Aresztantów osadzono najpierw w przejściowym obozie Westerbork w północnej Holandii. Ostatni raz widziano ją 7 sierpnia na dworcu głównym we Wrocławiu podczas postoju pociągu wiozącego ją wraz z innymi Żydami do niemieckiego obozu zagłady Auschwitz (obecnie na terenie Oświęcimia). 9 sierpnia została zagazowana ze swoją siostrą Rosą w niemieckim nazistowskim obozie zagłady KL Auschwitz-Birkenau (obecnie na terenie Brzezinki). Jej towarzyszami w męczeństwie byli m.in. s. Lisamaria Meirowsky i br. Wolfgang Rosenbaum OFM. Jej zwłoki zostały spalone w obozowym krematorium.

## Działalność naukowa
Edith Stein prowadziła bardzo bogatą działalność naukową, przede wszystkim filozoficzną. Początkowo była wyłącznie fenomenologiem, w późniejszym okresie zaczęła porównywać fenomenologię z tomizmem. Zajmowała się tłumaczeniami tekstów świętego Tomasza z Akwinu oraz świętego J.H. Newmana. Jako karmelitanka bosa o niezwykle bogatym życiu wewnętrznym dała wyraz pięknu i wartości przeżyć mistycznych pisząc pracę poświęconą św. Janowi od Krzyża pt. Wiedza Krzyża.
Z wielu względów filozofia Edith Stein bywa określana mianem „filozofii światła”. Jest poświęcona przede wszystkim człowiekowi jako istocie świadomej, myślącej i wolnej oraz Bogu i drodze, która do niego prowadzi.

### Najważniejsze dzieła
- O zagadnieniu wczucia. Rozprawa doktorska (Zum Problem der Einfühlung. Dissertation), Halle 1917. Wyd. polskie: „O zagadnieniu wczucia”. Kraków: Wydawnictwo Znak, 1988.
- Fenomenologia Husserla a filozofia św. Tomasza z Akwinu. Księga pamiątkowa ku czci Husserla (Die Phänomenologie Husserls und die Philosophie des hl. Thomas von Aquin. Jubiläumsausgabe für Husserl), Halle 1929.
- Św. Tomasza z Akwinu badania dotyczące zagadnienia prawdy (Des hl. Thomas von Aquino Untersuchungen über die Wahrheit), t. 1-2, Breslau 1931.
- Byt skończony a byt wieczny (Endliches und ewiges Sein), 1937, wydane: Freiburg im Breisgau 1950. – Pozycja jest własną przeróbką pracy habilitacyjnej pt. Możność i akt (Potenz und Akt. Habilitationsschrift). Wydanie polskie: Byt skończony a byt wieczny. Immaculata J. Adamska OCD (przekład), Anna Grzegorczyk (przedmowa do wyd. polskiego). Poznań: W drodze, 1995, s. 518. ISBN 83-7033-140-8.
- Wiedza Krzyża. Studium o św. Janie od Krzyża (Kreuzeswissenschaft. Studie über Johannes vom Kreuz), niedokończone 1942, nowe niemieckie wydanie: Herder Verlag, Freiburg im Breisgau 2003. Wydanie polskie w przekładzie s. Immakulaty J. Adamskiej OCD i Grzegorza Sowinskiego wyszło 2013 r. w Krakowie w Wydawnictwie Karmelitów Bosych.
- Twierdza duchowa (Welt und Person. Beitrag zum christlichen Wahrheitsstreben), Zysk i S-ka, 2006. ISBN 83-7298-920-6.
- Edith Stein, Edmund Husserl, Beiträge zur philosophischen Begründung der Psychologie und der Geisteswissenschaften. Edmund Husserl zum 60. Geburtstag gewidmet, 1922, OCLC 884112666 [dostęp 2024-01-22] (niem.). Brak numerów stron w książce

## Proces beatyfikacji i kanonizacji
Z inicjatywy sióstr karmelitanek bosych przekonanych o świątobliwości jej życia podjęto starania celem wyniesienia jej na ołtarze. Proces informacyjny został rozpoczęty 4 stycznia 1962 w archidiecezji kolońskiej, a zakończył się 9 sierpnia 1972. Odtąd przysługiwał jej tytuł Służebnicy Bożej. Następnie badano pozostawione przez nią pisma, w tym spuściznę literacką na ich zgodność z depozytem wiary Kościoła katolickiego. Po zakończeniu tych czynności, Stolica Apostolska wydała 10 marca 1978 dekret o ważności procesu dotyczącego jej pism, a następnie 15 listopada 1985 dekret o ważności procesu informacyjnego. Po ustaleniu przyczyn jej męczeństwa, 17 stycznia 1986 Stolica Apostolska wydała dekret tzw. nihil obstat, czyli zgodę na rozpoczęcie jej procesu beatyfikacyjnego – jako męczennicy. Postulator generalny procesu beatyfikacyjnego w 1986 złożył w Kongregacji Spraw Kanonizacyjnych tzw. Positio wymagane w dalszej procedurze beatyfikacyjnej. 28 października 1986 odbyło się posiedzenie konsultorów teologicznych, a 13 stycznia 1987 sesja biskupów i kardynałów Kongregacji Spraw Kanonizacyjnych, która zaaprobowała dokumentację procesu beatyfikacyjnego, po czym papież Jan Paweł II, 26 stycznia 1987 podpisał dekret o heroiczności jej życia i cnót oraz męczeństwie. Odtąd przysługiwał jej tytuł Czcigodnej Służebnicy Bożej.
1 maja 1987 została beatyfikowana podczas uroczystej mszy świętej sprawowanej pod przewodnictwem Jana Pawła II na stadionie Müngersdorf w Kolonii w czasie drugiej pielgrzymki papieża do RFN przy udziale przybyłych około 70 000 wiernych oraz m.in. jej 28 krewnych. Postulatorem generalnym został o. Symeon od św. Rodziny OCD. Do kanonizacji potrzebny był cud uczyniony za jej wstawiennictwem, jakim było nadzwyczajne uzdrowienie amerykańskiej dziewczynki Teresy Benedykty McCarthy z Brockton w stanie Massachusetts, zatrutej przedawkowaniem lekarstwa o nazwie tylenol. Po jego zgłoszeniu proces diecezjalny w tej sprawie toczył się w okresie od 1 czerwca 1992 do 26 kwietnia 1993, po czym 3 grudnia 1993 Stolica Apostolska wydała dekret o ważności tego postępowania. Po zbadaniu okoliczności tego cudownego uzdrowienia przez Komisję Lekarską 6 czerwca 1996, odbyła się 25 lutego 1997 sesja konsultorów teologicznych, a 18 marca 1997 sesja biskupów i kardynałów Kongregacji Spraw Kanonizacyjnych, którzy wydali pozytywną opinię, przedkładając papieżowi propozycję jej kanonizacji. 8 kwietnia 1997 papież podpisał dekret wyrażający zgodę na jej kanonizację, która odbyła się na placu świętego Piotra w Rzymie 11 października 1998, podczas uroczystej mszy świętej pod przewodnictwem papieża Jana Pawła II. W homilii papież powiedział wówczas m.in.:

Święta Teresa Benedykta od Krzyża zrozumiała, że miłość Chrystusa i wolność człowieka przenikają się ze sobą, ponieważ miłość i prawda pozostają w wewnętrznym związku. Poszukiwanie prawdy i przekładanie jej na miłość nie pozostają w sprzeczności. Ona zrozumiała, że prawda i miłość są wzajemnie sobie potrzebne. W naszych czasach prawda bywa często zastępowana przez opinię większości. Rozpowszechnia się przekonanie, że trzeba posługiwać się prawdą także przeciwko miłości.

Jej wspomnienie liturgiczne w Kościele katolickim zostało wyznaczone na dzień 9 sierpnia (dzienna rocznica śmierci)

## Upamiętnienie

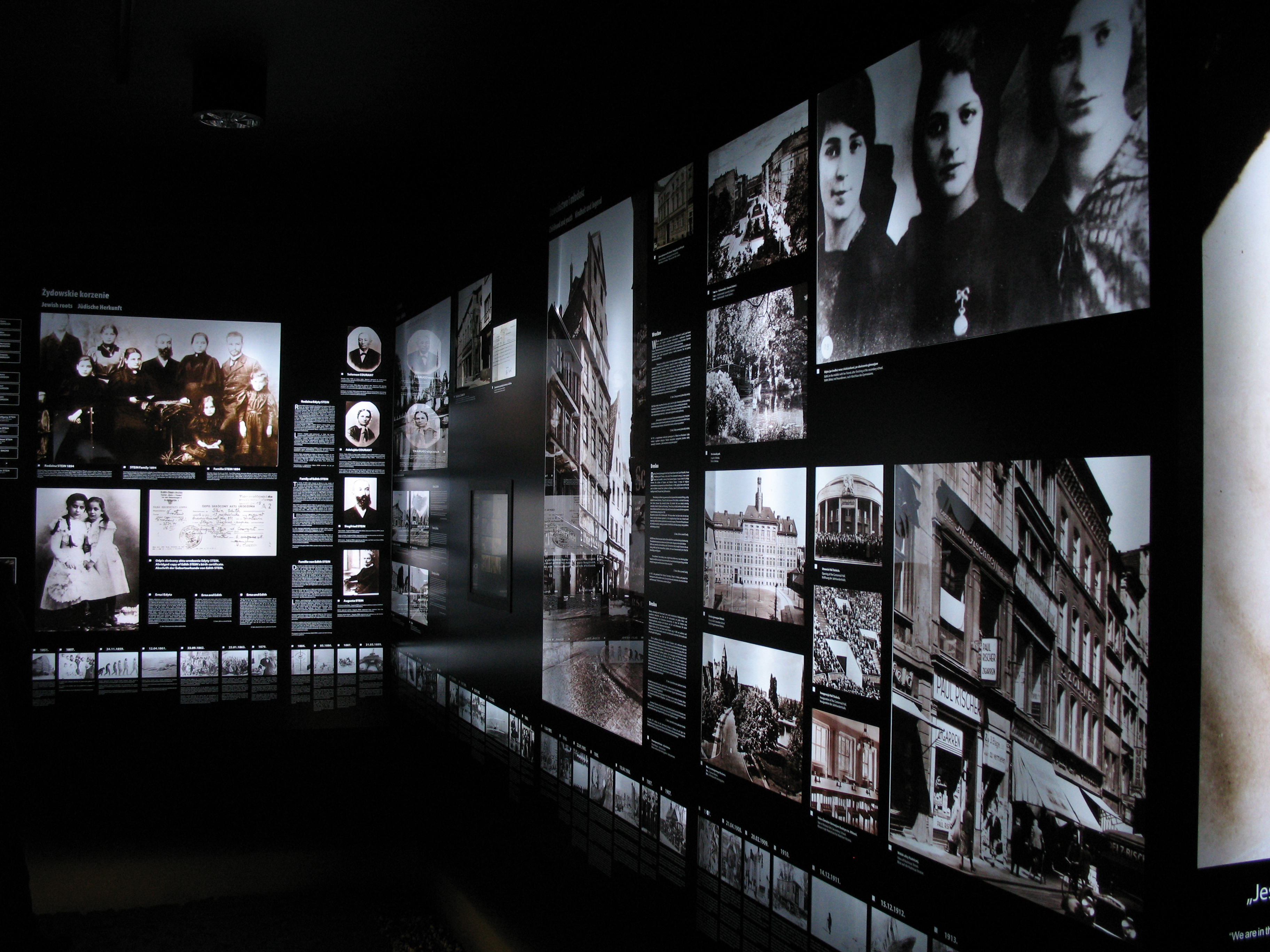
Muzeum w Lublińcu

- 1 października 1999 została ogłoszona przez Stolicę Apostolską patronką Europy[16]
- W Lublińcu, którego jest patronką znajduje się Muzeum św. Edyty Stein[17] oraz jeden z nielicznych w Europie kościołów pod jej wezwaniem – kolejne znajdują się w Gdańsku, Koszwałach (pow. gdański), Wilkowicach (pow. leszczyński) oraz Pogórzu (pow. prudnicki).

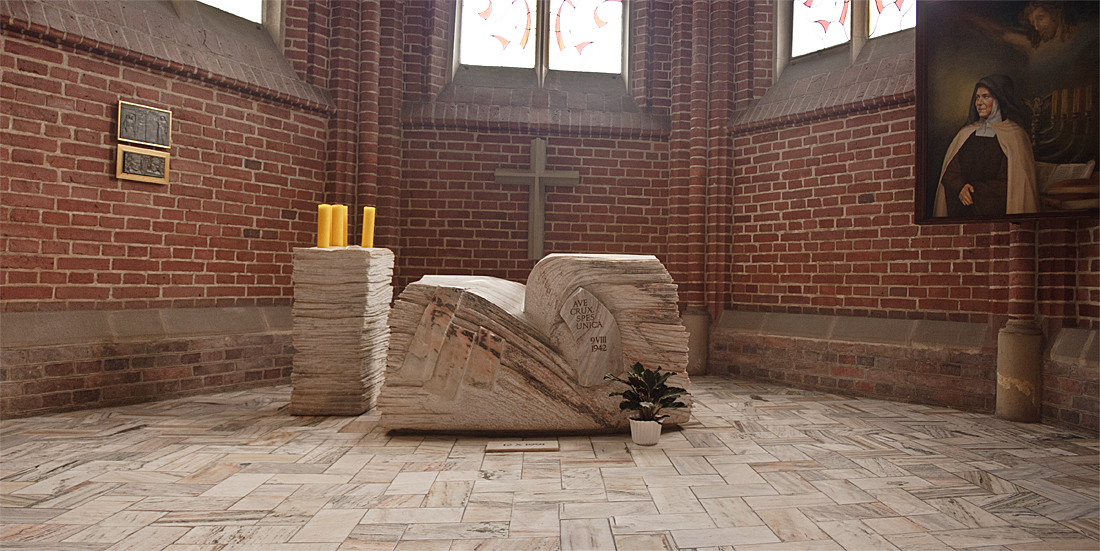
Kaplica św. Edyty Stein w kościele pw. św. Michała we Wrocławiu

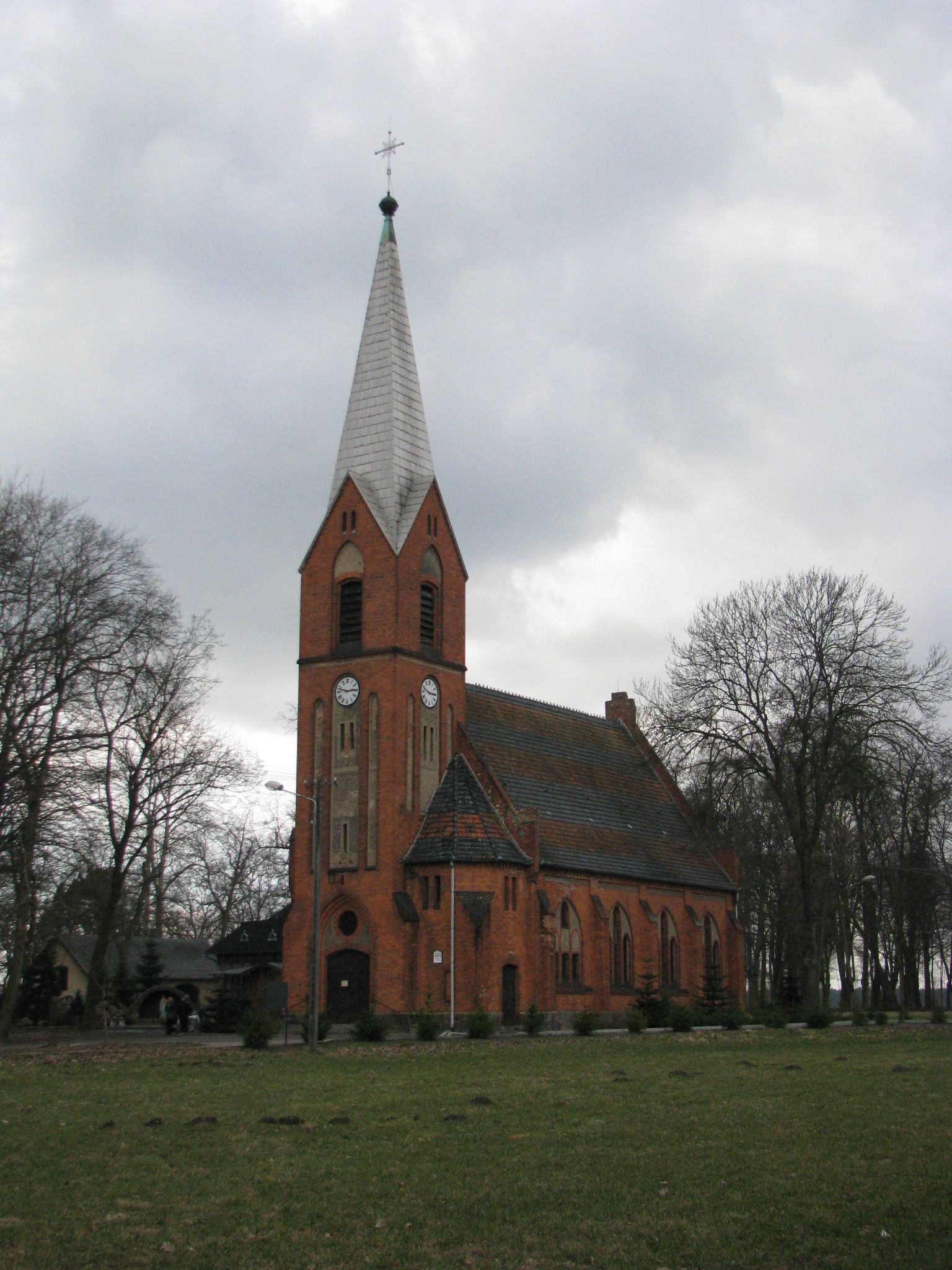
Kościół pw. św. Edyty Stein w Wilkowicach

- We Wrocławiu, w dawnym domu Steinów, działa Towarzystwo im. Edyty Stein[18]. W pobliskim kościele św. Michała znajduje się poświęcona jej kaplica, z której skradziono relikwię – fragment habitu zakonnego Teresy Benedykty od Krzyża. Obok wejścia do świątyni jest umieszczona tablica ku jej czci. Przy kościele działało Prywatne Gimnazjum Salezjańskie im. Św. Edyty Stein. Inna tablica ku czci Edith Stein znajduje się na tzw. domu Steffensa przy ul. Kuźniczej 35 we Wrocławiu. Również w Rybniku znajduje się kaplica pod wezwaniem św. Edyty Stein na terenie kampusu studenckiego należąca do Duszpasterstwa Akademickiego w Rybniku[19].
- W ewangelickim kościele św. Krzysztofa we Wrocławiu znajduje się witraż „męczennicy XX wieku” z przedstawieniem Edyty Stein
- Pamięć o Edycie Stein pielęgnowana jest w Lublińcu, rodzinnym mieście matki, do którego przyjeżdżała z radością odwiedzać dziadków i krewnych. W Lublińcu znajduje się pierwsza w Europie parafia pw. św. Teresy Benedykty od Krzyża. Od 2000 działa katolicki Zespół Szkół im. św. Edyty Stein Katolickiego Stowarzyszenia Wychowawców, w którym znajduje się sala pamięci „Pro Memoria”[20].
- Po kilku latach przerwy i remoncie do domu Courantów – jej dziadków, powraca muzeum Edyty Stein. Kamienica wybudowana w 1857, na parterze znajdowały się sklepy, na piętrze mieszkanie dziadków, do którego przybywała Edyta Stein w czasie wakacji. Rok 2008 był w Lublińcu rokiem Edyty Stein. 11 października 2008 na rynku głównym odbyła się uroczystość nadania miastu patronatu św. Teresy Benedykty od Krzyża Edith Stein. Od 28 lutego 2009 mieści się tu muzeum patronki Lublińca. Na budynku znajduje się tablica pamiątkowa. Na tzw. Małym Rynku (plac Mikołaja Kopernika) stoi poświęcona jej rzeźba. Przedstawia symboliczną postać w habicie. Twórcą pomnika, powstałego w 2005 z inicjatywy Towarzystwa im. Edyty Stein, jest Stanisław Kowalczyk, rzeźbiarz z Lublińca.
- 14 marca 2011 w budynku Liceum Ogólnokształcącego nr I we Wrocławiu nastąpiło uroczyste odsłonięcie tablicy pamiątkowej w setną rocznicę uzyskania świadectwa dojrzałości w murach tejże szkoły przez Edith Stein[21]
- W Oleśnie przy ul. ks. Bruno Alexandra znajduje się dom spotkań im. św. Edyty Stein należący do miejscowej parafii[22]
- W 2013 w Warszawie powstała Fundacja Europa Christiana im. św. Teresy Benedykty od Krzyża[23]
- W Zielonej Górze znajduje się Instytut Filozoficzno-Teologiczny im. Edyty Stein, jest to filia Papieskiego Wydziału Teologicznego we Wrocławiu[24]
- Edycie Stein, którą gra Maia Morgenstern, poświęcony jest film fabularny Siódmy pokój z 1996 w reżyserii Márty Mészáros[25]